# فرنسيسكو تاكيو
فرنسيسكو تاكيو (بالإسبانية: Francisco Takeo)‏ هو لاعب كرة قدم بوليفي في مركز الوسط، ولد في 13 مايو 1966 في سانتا كروز دي لا سييرا في بوليفيا. شارك مع منتخب بوليفيا تحت 20 سنة لكرة القدم ومنتخب بوليفيا لكرة القدم. أما مع النوادي، فقد لعب مع ديبورتيفو تاشيرا وكلوب ديسترويرس ونادي بوليفار ونادي خورخي ويلسترمان ونادي ريال سانتا كروز.

## وصلات خارجية
- فرنسيسكو تاكيو على موقع الاتحاد الدولي (مؤرشف)  (الإنجليزية)
- فرنسيسكو تاكيو على موقع قاعدة بيانات كرة القدم.إي يو (الإنجليزية)
- فرنسيسكو تاكيو على موقع ناشيونال فوتبول تيمز (الإنجليزية)
- فرنسيسكو تاكيو على موقع عالم كرة القدم.نت (الإنجليزية)